# Oncocnemis linda
Oncocnemis linda är en fjärilsart som beskrevs av Barnes och Mcdunnough 1913. Oncocnemis linda ingår i släktet Oncocnemis och familjen nattflyn. Inga underarter finns listade i Catalogue of Life.